# Tasta chalybeata
Tasta chalybeata är en fjärilsart som beskrevs av W. Warren 1897. Tasta chalybeata ingår i släktet Tasta och familjen mätare. Inga underarter finns listade i Catalogue of Life.